# Gozan no Okuribi
Le Gozan no Okuribi (五山送り火, Gozan no Okuribi) (litt. « Feu des cinq montagnes »), aussi appelé Daimonji no Okuribi (大文字の送り火, Daimonji no Okuribi) (litt. « Feu du Daimonji »), est un feu de joie organisé chaque année le 16 août sur le Nyoigatake (ja) et quatre autres montagnes environnantes situées dans l'arrondissement de Sakyō à Kyoto, au Japon. Pendant l'événement, cinq caractères japonais géants sont allumés sur les cinq montagnes un à la suite de l'autre. Il est originellement organisé à des fins de commémoration religieuse.

## Histoire
Les premières lettres créées dans ces montagnes et destinées à être brûlées dateraient entre l'époque Heian et l'époque d'Edo, mais les sources ne s'entendent pas sur la période exacte. Les premiers écrits concernant ces cérémonies incendiaires datent du début de l'époque moderne. Il semblerait que l'utilisation des montagnes pour créer ces feux était due aux grandes clairières sur celles-ci, qui avaient été créées par la déforestation et l'industrie du bois dans la région.
L'édition 2020 du festival a pris beaucoup moins d'ampleur à cause de la pandémie de Covid-19, et seulement les six points du 大, ainsi qu'un point pour chaque autre caractère ont été allumés.
Les feux sont censés permettre aux esprits d'atteindre l'au-delà.

## Déroulement
Le Gozan no Okuribi est organisé par des résidents locaux, avec le support de la police, des départements d'incendie et du gouvernement. À part pour les caractères Myō et Hō, le bois utilisé est le gomaki (en).
La cérémonie commence officiellement à vingt heures :
- à 20 h, le caractère 大 est allumé ;
- à 20 h 5, les caractères 妙 et 法 sont allumés ;
- à 20 h 10 suit l'ignition de la lanterne-bateau ;
- à 20 h 15 est allumé le second caractère 大 (celui de gauche) ;
- à 20 h 20 est finalement allumée la torche en forme de torii.

Aucun horaire précis n'avait été défini avant 1963, année à laquelle les heures ont été fixées à 20 h 0 (pour 大), 20 h 10 (pour 妙 et 法), 20 h 15 (pour la lanterne-bateau et le second 大) et 20 h 20 pour le torii. En 2014, les intervalles ont été ajustés pour que chaque montagne soit allumée à un intervalle de cinq minutes.
Avant la cérémonie, vers 19 h, une procession part en direction du Daishidō, où le prêtre va réciter des sutras jusqu'à 19 h 55, où les premiers feux commencent à être allumés. Pour les visiteurs, les lieux d'observation ferment à 17 h (avant à 16 h).

## Les cinq montagnes
Le nom des montagnes suit la notation de l’Institut d'études géographiques du Japon, à l'exception du sommet où apparaît le Torii, dont le nom n'est pas répertorié. Le nom est donc issu de documents de l'Association touristique de la ville de Kyoto ainsi que de la Société pour la préservation de Gozan no Okuribi. Quatre des sommets sont interdits d'accès.

### Daimonji

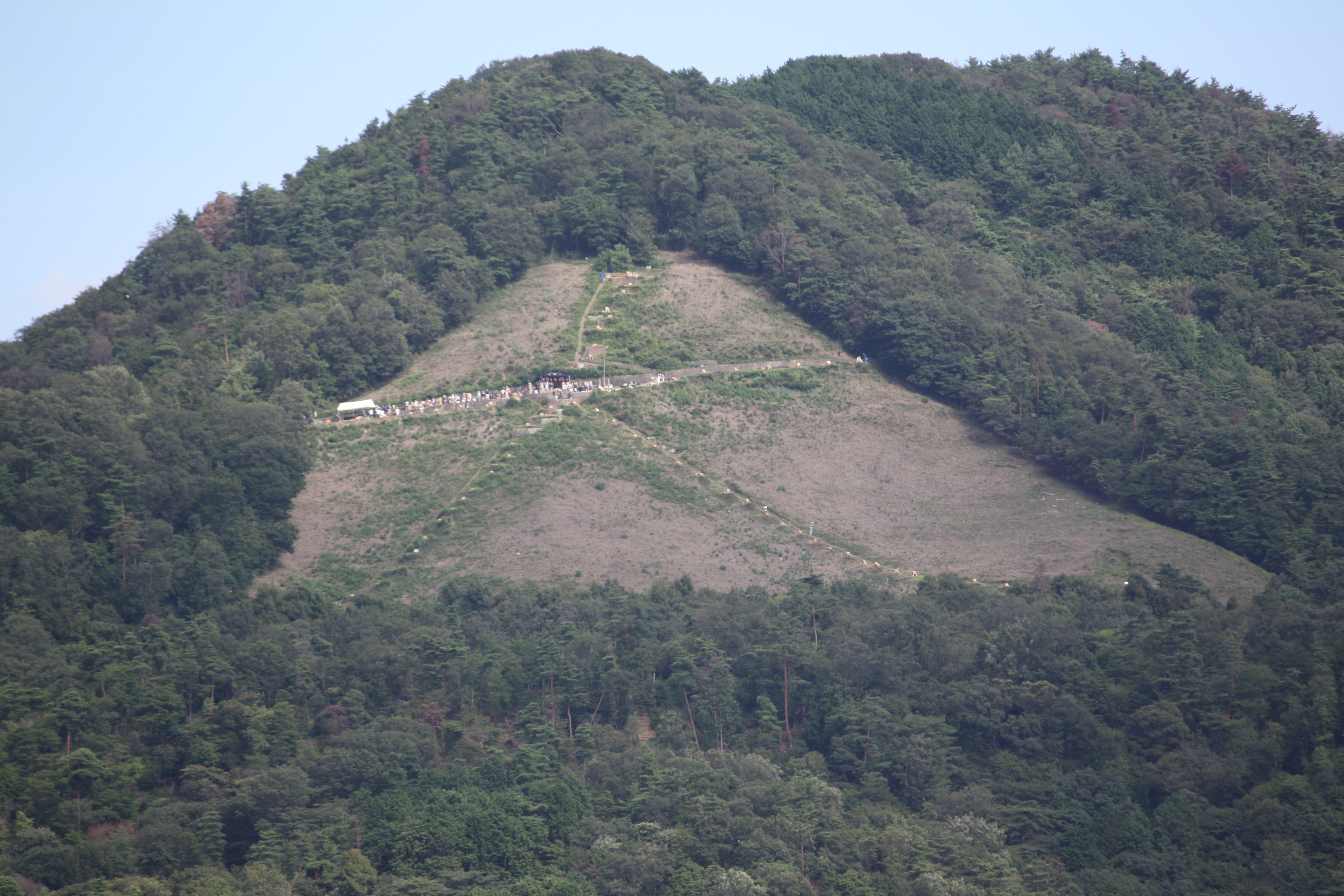
Le Daimonji le jour.

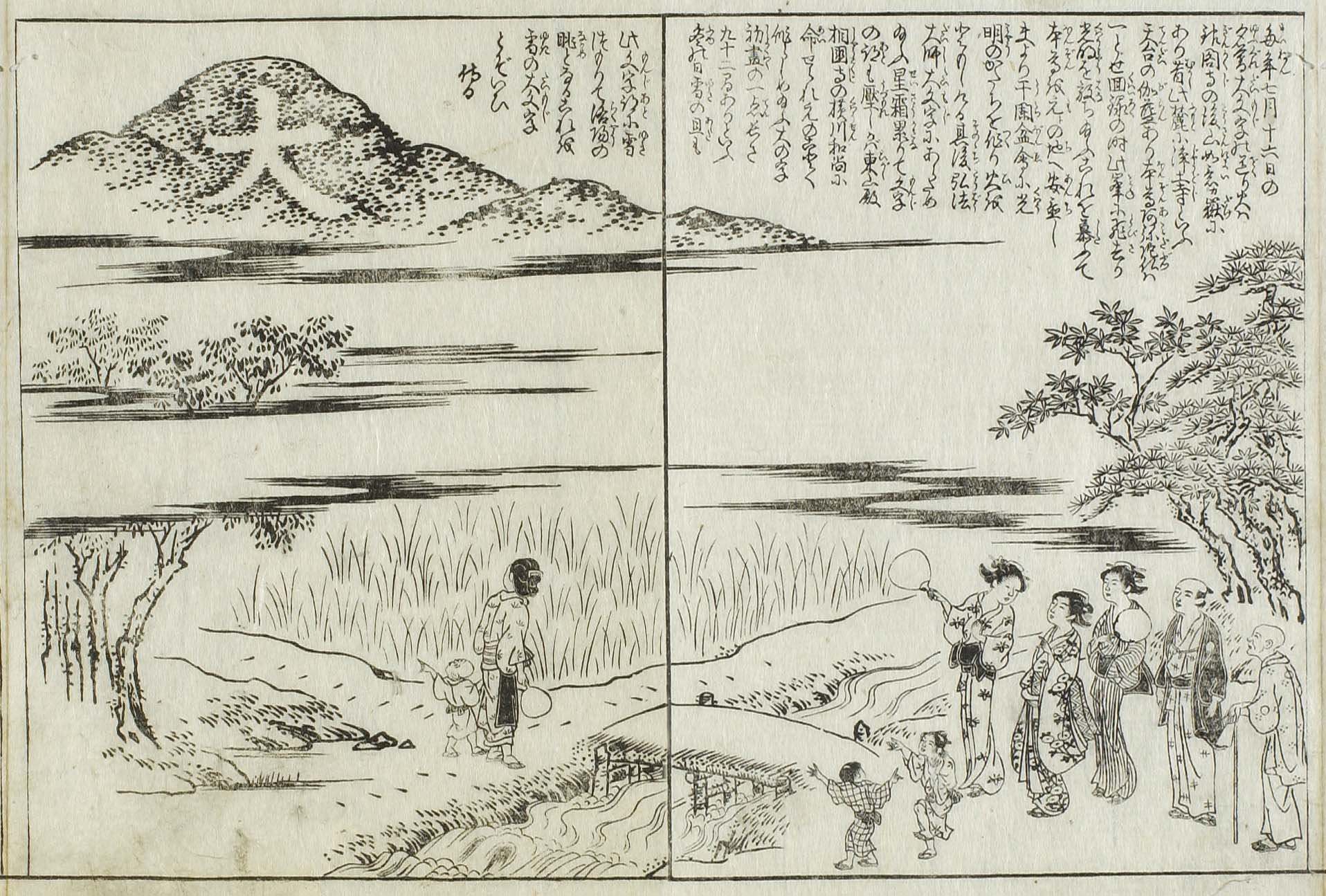
La montagne Daimonji, 1786.

Le symbole du Daimonji, qui se compose du caractère 大, signifiant grand, le premier des cinq, est allumé sur le mont Daimonji (大文字山, Daimonji-yama), aussi appelé le Nyoigatake (如意ヶ嶽, Nyoigatake) et est créé ainsi : Le premier trait a une longueur de 80 mètres et 19 feux à 45 intervalles, le second, 160 mètres et 29 feux à 88 intervalles, et le troisième mesure 120 mètres avec 27 feux, à 68 intervalles. Originellement, le terme Nyoigatake faisait référence à tout le massif, mais maintenant désigne seulement le sommet. Le flanc ouest est quant à lui appelé mont Daimonji. On retrouve au centre du caractère un pavillon appelé le Daishidō (大師堂, Daishidō).
Auparavant, chaque feu était formé d'une torche supportée par une pile de roches mais, depuis 1969, c'est plutôt un feu formé de bois d'allumage placé dans une structure rocheuse en forme de croix,. De 1943 à 1945, aucun feu de joie n'a été organisé, le pays devant respecter de strictes mesures de couvre-feu en temps de guerre. Cependant, en 1943 et en 1944, des « feux humains » ont été organisés, des écoliers s'étant placés sur la montagne pour former le caractère 大 (« grand »),,,.

### Matsugasaski Myōhō

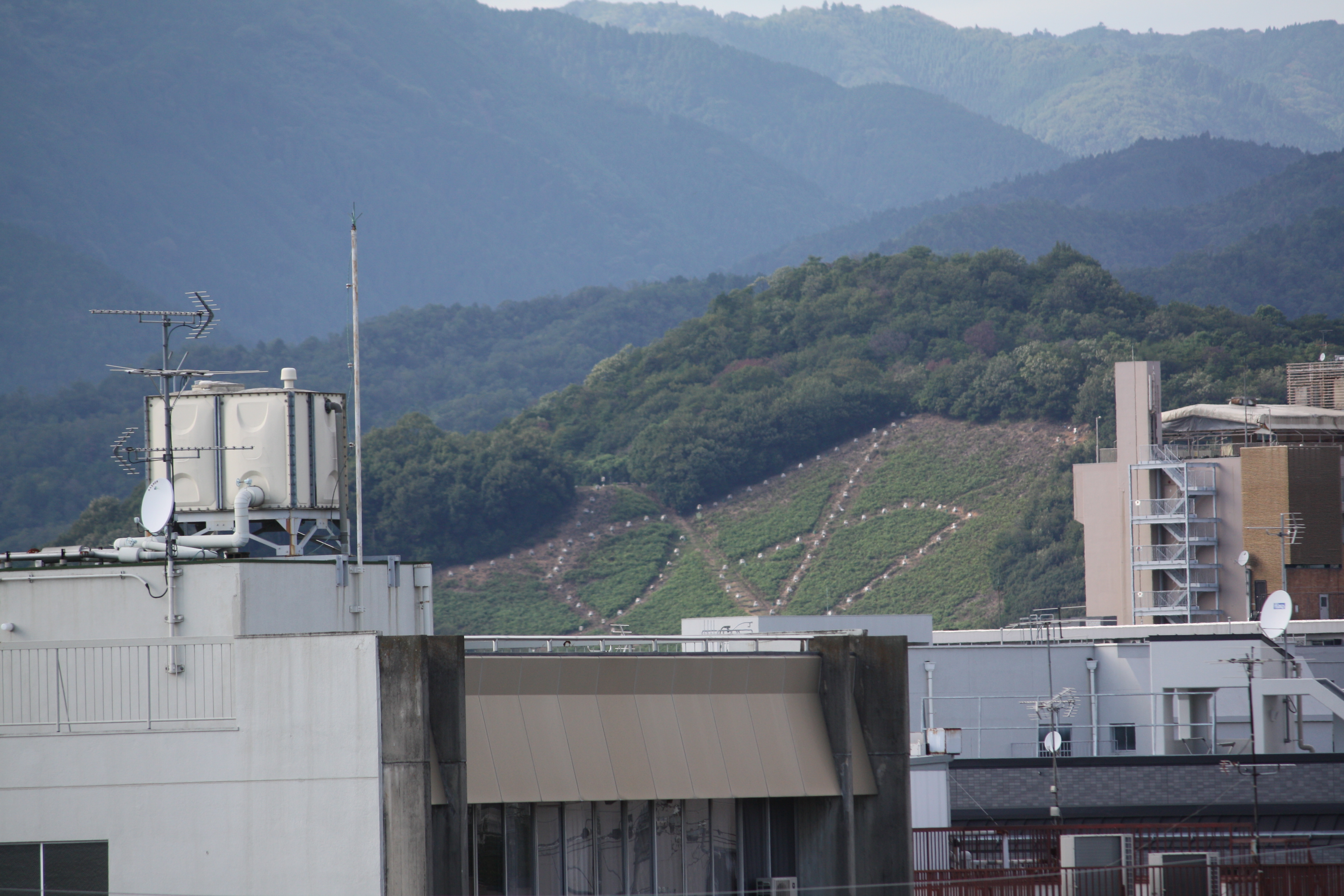
Caractère Myō de jour.

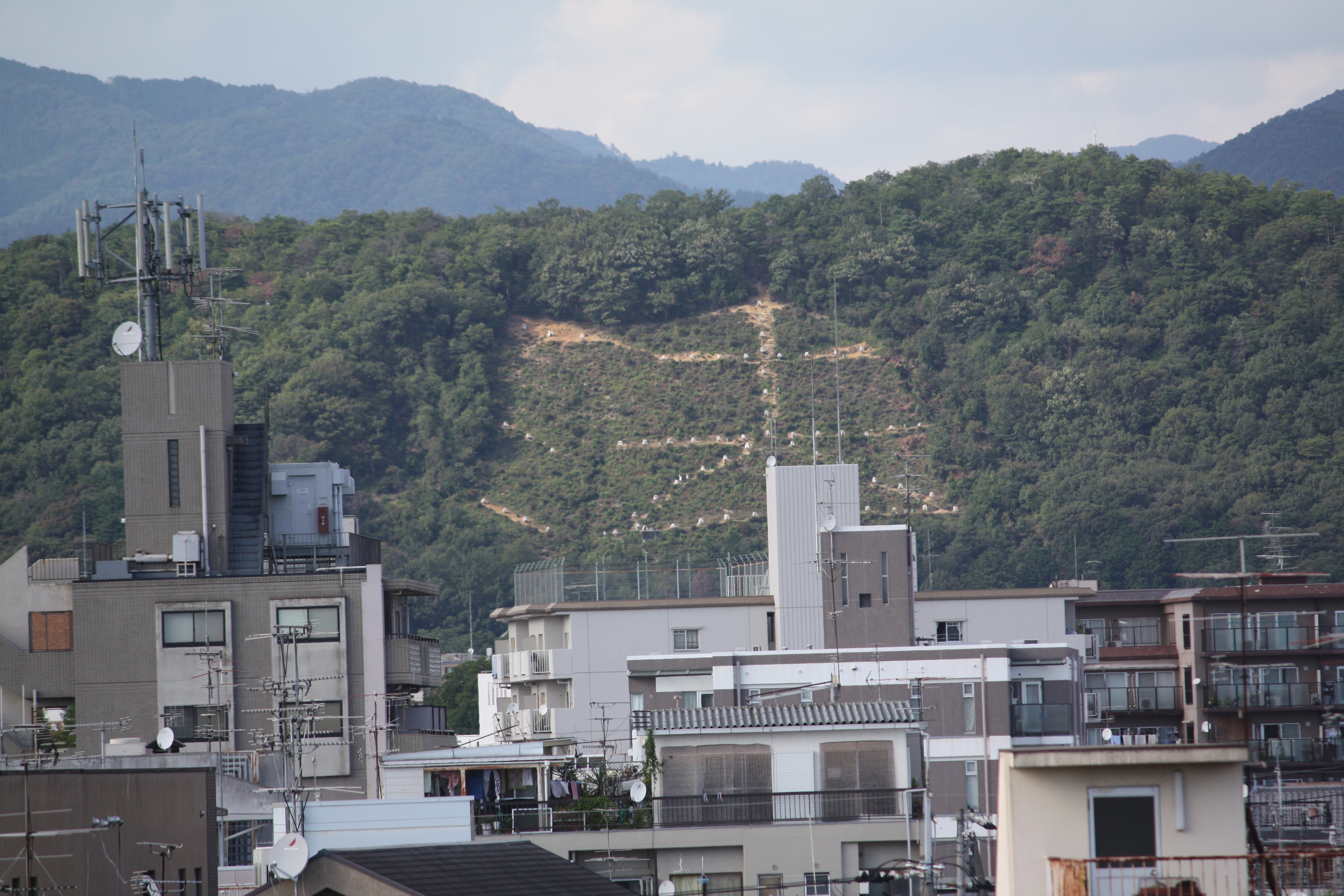
Caractère Hō de jour.

Les caractères Myō (妙, caractère pour « merveilleux ») et Hō (法, caractère pour « loi ») du festival sont allumés sur le Matsugasaki Nishiyama (松ケ崎西山, Matsugasaki Nishiyama) à deux hauteurs différentes (135 et 186 mètres). Ils font moins de 100 mètres (妙) et 80 mètres (法) de long.
Selon les chroniques du Yūsenji (ja), après la conversion des villageois de Matsugasaki au Nichiren Shū en 1307, le moine Nichizō (en) aurait écrit le caractère Myō,. Le caractère Hō serait quant à lui apparu pendant l'époque d'Edo, dessiné par le moine Nichiryō (日良). La zone autour du Matsugasaki Nishiyama est interdite au public, parce que reliée à un purificateur d'eau municipal.

### Funakata Mantōrō

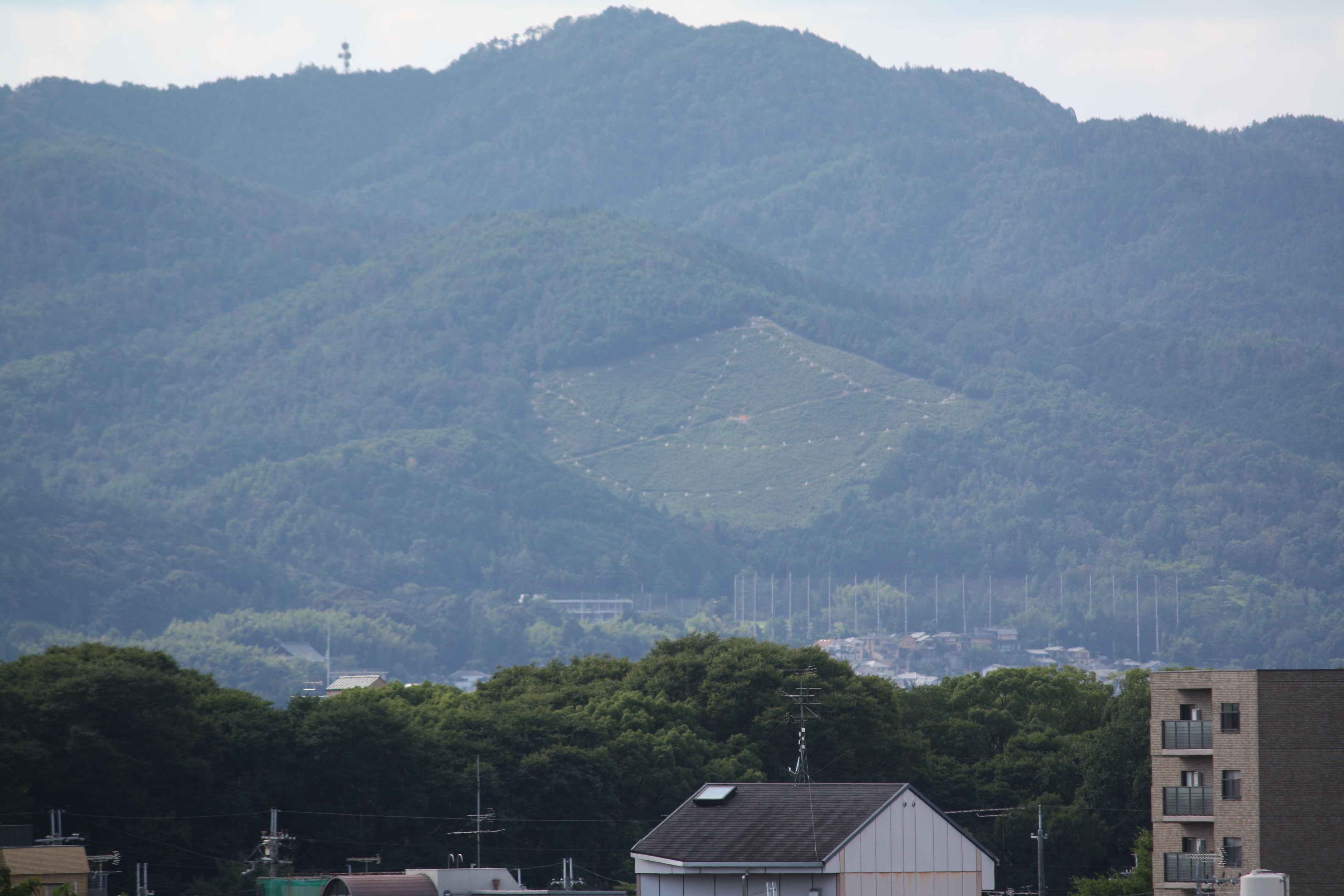
Symbole de la lanterne de jour.

Faisant 130 mètres de long et 200 de large, le Funakata Mantōrō (船形万灯籠, Funakata Mantōrō), littéralement « lanterne en forme de voile de bateau », est un autre symbole allumé pendant le festival. Situé sur le mont Funa (船山, Funa-yama), ou mont Mantōgō (万灯籠山, Mantōgō-yama), le symbole a été allumé pour la première fois en 847, lorsque le moine Ennin survit une tempête à son retour au pays.

### Hidaridaimonji

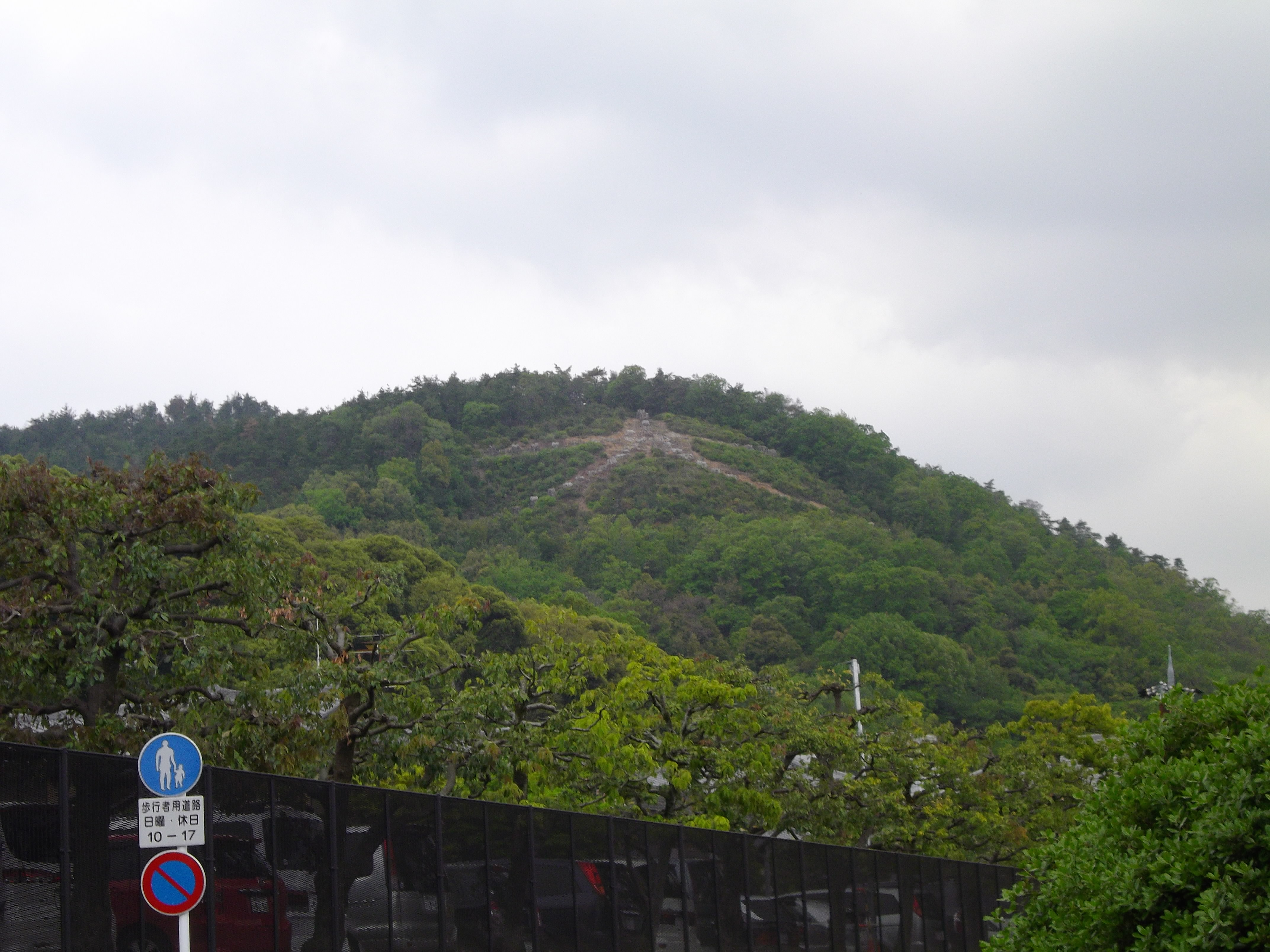
Le Hidaridaimonji au printemps 2012.

Le Hidaridaimonji, ou le Daimonji de gauche, est un autre caractère dai (大) allumé sur le mont Daimonji, mais se situe plutôt sur un autre sommet, appelé le Hidaridaimonji, à 230 mètres du sol. Les traits mesurent 48, 68, et 59 mètres.
Mentionné pour la première fois dans le Yamashiroshikimonogatari (山城四季物語), datant de 1673-1681, le Hidaridaimonji n'a pas de créateur connu. Il semble qu'il a été allumé sous formes différentes jusqu'en 2011, où la forme a été fixée à 53 lits de feu. Contrairement au Daimonji, dans lequel les traits sont allumés en même temps, le Hidaridaimonji est allumé en fonction de la priorité d'écriture des traits.

### Toriikatachi Taimatsu

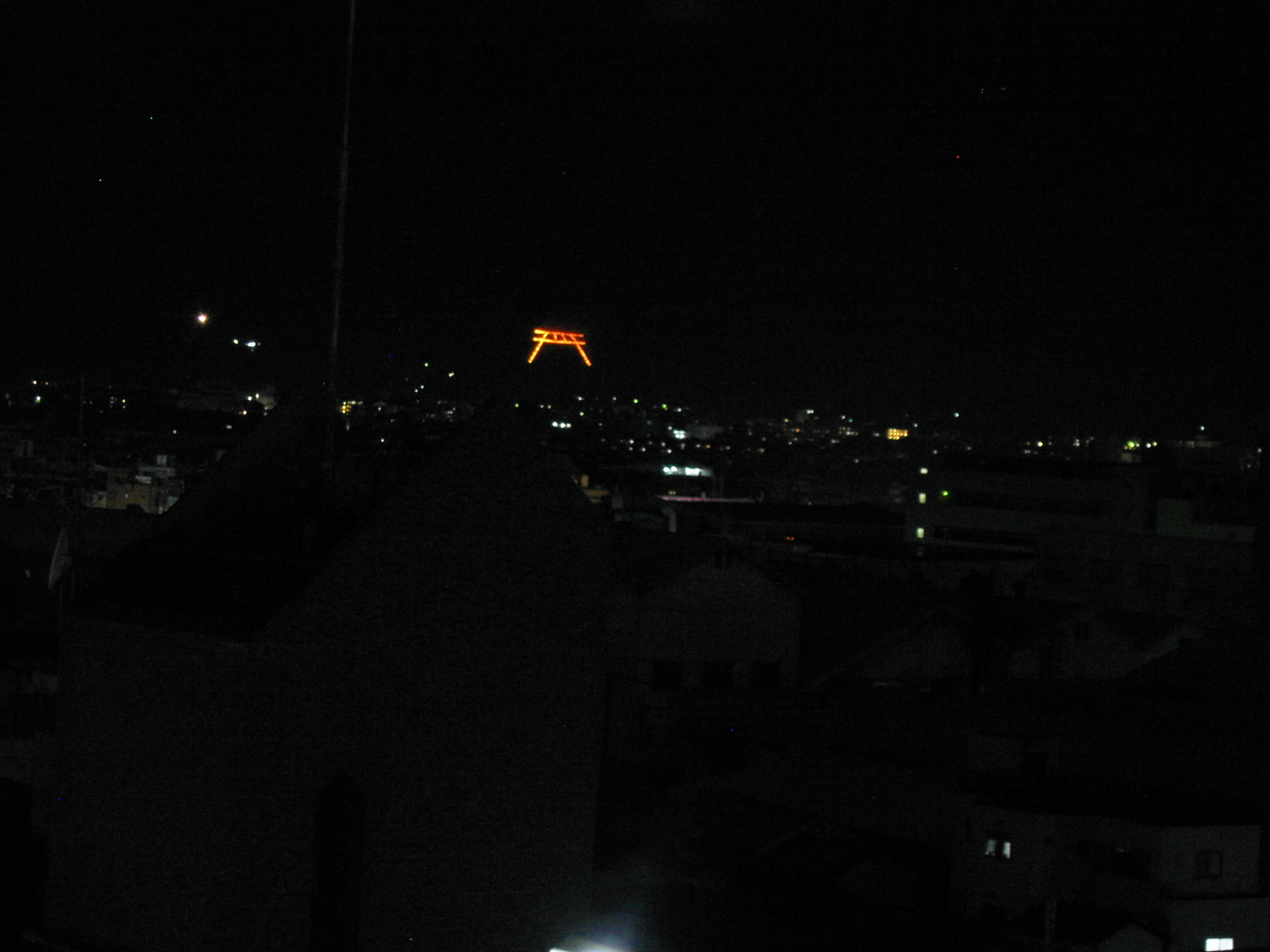
Le torii allumé.

Le Toriikatachi Taimatsu (鳥居形松明, litt. « flamme en forme de torii »), est allumé sur le mont Mandara (曼荼羅山, Mandara-yama). Il fait 76 mètres de long et 72 de large. Sa méthode d'allumage est légèrement différente des autres, ce qui lui confère sa couleur plus orangée. L'ignition est déclenchée par du suif de pin.